# تپه تصفیه‌خانه ۶
تپه تصفیه خانه ۶ مربوط به دوران پارینه‌سنگی جدید - دوران فرادیرینه‌سنگی است و در شهرستان کرمانشاه، بخش مرکزی، دهستان قره سو، ۵۰۰ متری جنوب شرق روستای کهریز واقع شده و این اثر در تاریخ ۲۶ اسفند ۱۳۸۷ با شمارهٔ ثبت ۲۵۴۶۹ به‌عنوان یکی از آثار ملی ایران به ثبت رسیده است.